# Cistanthe cephalophora
Cistanthe cephalophora är en källörtsväxtart som först beskrevs av Ivan Murray Johnston, och fick sitt nu gällande namn av Carolin och M.A. Hershkovitz. Cistanthe cephalophora ingår i släktet Cistanthe och familjen källörtsväxter. Inga underarter finns listade i Catalogue of Life.